# 詹姆斯·麦金托什
詹姆斯·麦金托什爵士 FRS FRSE （Sir James Mackintosh；1765年10月24日—1832年5月30日）是一位苏格兰律师、辉格党政治家和辉格党历史学家。

## 生平
麦金托什出生于距印威內斯附近的阿尔多利，父母都来自古老的高地家庭，西蒙·弗雷泽是母亲的舅舅。其母在他年幼时去世，父亲约翰经常也不在家，曾参加七年战争负伤。
詹姆斯由祖母抚养长大，并在福特罗斯神学院（Fortrose Seminary）接受教育。13岁时，他就自认为是辉格党人，常和朋友们一起模仿下议院辩论。
1780年，他进入阿伯丁大学，1784年就读爱丁堡大学（1787年毕业），1785年11月28日在爱丁堡加入苏格兰共济会，1788年搬到伦敦，对当时的沃倫·黑斯廷斯的审判等政治事件很感兴趣。他也是伦敦皇家防止虐待動物協會创始人之一。
麦金托什研究过法国大革命，1791年4月出版《法国大革命及其英国崇拜者的辩护》（Vindiciae Gallicae: A Defence of the French Revolution and its English Admirers），回应埃德蒙·伯克的《对法国大革命的反思》，因此成名。然而，由于革命过于暴乱，他在几年后又转而支持伯克。
除去写作外，他接受过律师培训，还在1813年7月作为辉格党人进入英国议会，支持天主教解放和改革法案。
1818年至1824年间，他担任东印度公司学院的法律和政治学教授。他研究过光荣革命，收集了大量资料，但《1688年英格兰革命史》（History of the Revolution in England in 1688）直到他去世后才出版。
1832年4月，他被一根鸡骨头卡住喉咙，导致创伤性窒息。骨头拿掉一个月后，他于5月30日在伦敦朗豪坊15号家中去世，6月4日安葬于汉普斯特德。